# سبيكتر آر جي
سبيكتر آر جي هو مرصد روسي-ألماني للفيزياء الفلكية عالية الطاقة أُطلق في 13 يوليو 2019 بواسطة صاروخ بروتون-إم من ميناء بايكونور الفضائي في كازاخستان، ليحل محل سبيكتر آر الذي انطلق في عام 2011. وسيعمل المرصد على رصد الثقوب السوداء والحقول الكهرومغناطيسية.
تأجل إطلاق المرصد عدة مرات، وذلك وبحسب مسؤولي وكالة الفضاء الروسية رسكوزموس بسبب الحاجة إلى التحقق من أمان الصاروخ الناقل ووحدات التعجيل فيه، وكان التأجيل الأخير بسبب بعض المشكلات المتعلقة بعزل الأنابيب ومواسير الضغط الموجودة في خزانات وقود الصاروخ بروتون إم.

## نظرة عامة
الأداة الرئيسية في المشروع هي eROSITA التي بناها معهد ماكس بلانك لفيزياء خارج الأرض. وستجري الأداة مسحًا يدوم 7 سنوات للأشعة السينية، وهو الأول من نوعه في نطاق أقل من 10 إلكترون فولت، وهو المسح الأول الذي سيحدد مواقع 100 ألف عنقود مجري، وقد يرصد هذا المسح عناقيد مجرات جديدة أو نوى مجرية نشطة. الأداة الثانية في المرصد هي ART-XC وهي روسية الأصل، وخُصصت لرصد الثقوب السوداء الفائقة.

## استشهادات
1. 1 2   https://directory.eoportal.org/web/eoportal/satellite-missions/s/spektrg-srg. {{استشهاد ويب}}: |url= بحاجة لعنوان (مساعدة) والوسيط |title= غير موجود أو فارغ (من ويكي بيانات) (مساعدة)
2. 1 2   http://srg.iki.rssi.ru/?page_id=2. {{استشهاد ويب}}: |url= بحاجة لعنوان (مساعدة) والوسيط |title= غير موجود أو فارغ (من ويكي بيانات) (مساعدة)
3. 1 2 3   https://space.skyrocket.de/doc_sdat/spektr-rg.htm. {{استشهاد ويب}}: |url= بحاجة لعنوان (مساعدة) والوسيط |title= غير موجود أو فارغ (من ويكي بيانات) (مساعدة)
4. 1 2  . DOI:10.1117/12.2312053. {{استشهاد ويب}}: الوسيط |title= غير موجود أو فارغ (من ويكي بيانات) (مساعدة) والوسيط |مسار= غير موجود أو فارع (مساعدة)
5. 1 2  Jonathan McDowell, Jonathan's Space Report (بالإنجليزية), QID:Q6272367
6. ↑  "روسيا تطلق تلسكوبا للمراقبة الفضائية". الحياة. 14 يوليو 2019. مؤرشف من الأصل في 2019-07-14. اطلع عليه بتاريخ 2019-07-15.
7. ↑  "لماذا تأجّل إطلاق Spektr-RG إلى الفضاء". آر تي. 18 يوليو 2019. مؤرشف من الأصل في 2019-07-18. اطلع عليه بتاريخ 2019-07-20.
8. ↑  "مهمة فضائية روسية ترسم خريطة للأشعة السينية عبر الكون". بي بي سي عربي. 14 يوليو 2019. مؤرشف من الأصل في 2019-07-15. اطلع عليه بتاريخ 2019-07-16.